# Милован Илић Минимакс
Милован Илић Минимакс (Липница, 5. новембар 1938 — Падова, 9. фебруар 2005) био је југословенско-српски радио и ТВ новинар.

## Биографија
Рођен је 5. новембра 1938. у Липници, код Крагујевца. Основну и средњу школу завршио је у Крагујевцу. Несвршени је студент београдског Правног факултета. Почео је да ради у листу Јеж, а 1960. је прешао у Радио Београд.
Постао је познат као водитељ радио програма Минимакс. Овај програм се емитовао на Радио Београду седамдесетих година 20. века суботом пре подне од 8 до 12 сати. Минимакс је била једна од првих емисија у којој је било доста забавне музике, а његова крилатица из најаве емисије је била „минимум говора максимум музике“. Био је један од првих неконвенционалних водитеља који је поред класичне најаве убацивао вицеве, доскочице и џинглове.
Са емисијама Сутра је петак и Тачно у подне, познатијом под називом Туп-туп, коју је водио 22 године, постигао је велики успех. Након укидања неких његових радио емисија, каријеру наставља на Радио-телевизији Србије, где је водио емисију Од главе до пете.
Када је и она укинута, од 1990. године једно време на ТВ Политика водио је забавну емисију под називом Минимаксовизија. Своје емисије (Минимаксовизија, Максовизија, Недеља код Минимакса и Фонто) радио је за ТВ Пинк и ТВ Палму. По први пут је представио јавности бројне народне певачице и певаче, а најпознатије од њих су Лепа Брена и Светлана Цеца Ражнатовић. Године 2001. постаје водитељ емисије Гранд шоу са Тамаром Раонић Поповић.
Кроз његове емисије прошао је велики број српских певача, музичара, глумаца, политичара и других јавних личности. За сваког госта Минимакс се темељно и детаљно припремао користећи своју обимну новинску документацију. Аутор је неколико књига афоризама и песама (више од 8), као и многобројних колумни у разним листовима. Прве две књиге афоризама које је написао су Ситна размишљања (1967) и Из малог мозга (1988). Са супругом Биљаном имао је кћерку Ану и сина Владимира, а из првог брака сина Игора.
Предавао је једно време на курсу за водитеље народног универзитета „Божидар Аџија“ у Београду. Одликован је Орденом рада са златним венцем.
Крајем 2004. урађено му је пресађивање јетре на Универзитетској клиници у Падови. Преминуо је 10. фебруара 2005. у Падови, после дуге и тешке болести.